# Фолк
 Фолк или фолк-му́зыка (от англ. folk music «наро́дная му́зыка») — музыкальный жанр, включающий традиционную народную музыку и современную фолк-музыку, которая развилась из традиционной во время возрождения народной музыки (т. н. «фолк-ривайвл») в XX веке.
Традиционная народная музыка определяется несколькими способами: как музыка, передаваемая разговорным путём, музыка неизвестных композиторов, музыка, исполняемая на традиционных инструментах, музыка, связанная с культурной или национальной идентичностью, музыка, меняющаяся между поколениями (народный процесс), музыка, связанная с фольклором народа, или музыка, исполняемая по обычаю в течение длительного периода времени. Она противопоставляется коммерческим и классическим стилям. Термин возник в XIX веке, но сама народная музыка выходит за рамки этого периода.
Фолк-музыкой вдохновлялись композиторы классической музыки, включая народную музыку своих стран в свои музыкальные партитуры, чтобы подчеркнуть свой особый национальный колорит. Особенно это распространено в жанрах художественной песни и оперы.
Начиная с середины XX века, из традиционной народной музыки развилась новая форма популярной фолк-музыки. Этот процесс и период называется (вторым) народным возрождением и достиг апогея в 1960-х годах. Эту форму музыки иногда называют «современной фолк-музыкой» (англ. contemporary folk music, «современная народная музыка») или «музыкой народного возрождения» (англ. folk revival music), чтобы отличать её от более ранних форм фолка. Небольшие, похожие возрождения происходили и в других странах мира в другое время, но термин фолк-музыка обычно не применялся к новой музыке, созданной во время этих возрождений. К этому типу фолк-музыки также относятся такие смешанные жанры, как фолк-рок, фолк-метал и другие. Хотя современная фолк-музыка является жанром, в целом отличным от традиционной народной музыки, в американском английском языке она имеет то же название, и часто имеет тех же исполнителей и места проведения, что и традиционная народная музыка.

## Классификация
Критерии отнесения той или иной музыки к данному жанру весьма условны и расплывчаты, к нему могут относиться:
- традиционная народная музыка — аутентичный музыкальный фольклор или местная музыка народа, музыкально-поэтическое творчество народа, неотъемлемая часть народного творчества, существующего, как правило, в устной форме, передаваемого из поколения в поколение[4][7];
- многие жанры «музыки мира» являются «фолковыми» по своей натуре, будучи коренными или ритуальными[7];
- жанр, синтезирующий традиционную народную музыку с современными аранжировками[4];
- жанр, не имеющий отсылки к реальным музыкальным традициям, характерной чертой которого выступают романтические образы далёкого исторического прошлого Западной и Восточной Европы (иногда Азии), имеющие «сказочный характер»[4];
- современная фолк-музыка — жанр популярной музыки, сформировавшийся в США в 1950-х годах во время возобновления интереса к народной музыке, процесса известного как фолк-ривайвл;
- фолк-рок, представляющий собой сплав жанров народной музыки и рока. Примеры фолк-певцов включают Боба Дилана, Джоан Баэз, Джома Митчелла и Кэт Стивенс[7].

Англоязычный «Словарь современного певца» (англ. A Dictionary for the Modern Singer) считает что к фолк-музыке чаще относят западную музыку устной традиции, уточняя, что западная музыка, безусловно, не единственный вид народной музыки.

## Народная музыка

### Определения
Английский термин traditional folk music (рус. традиционная фолк-музыка) соответствует русскому термину «народная музыка».
Термины «фолк-музыка», «фолк-песня» и «фолк-танец» появились сравнительно недавно. Они являются продолжением термина фольклор, который был придуман в 1846 году английским антикваром Уильямом Томсом для описания «традиций, обычаев и суеверий некультурных классов». Далее термин происходит от немецкого выражения «volk», в смысле «народ в целом», примененного к популярной и национальной музыке Иоганном Готфридом Гердером и немецкими романтиками более полувека назад. Хотя в общем понимается, что фолк-музыка — это музыка народа, наблюдатели считают что подобрать более точное определение не предоставляется возможным. Некоторые даже не согласны с тем, что термин народная музыка должен использоваться. Фолк-музыка может иметь определённые характеристики, но она не может быть четко дифференцирована в чисто музыкальных терминах. Одно из определений, которое часто дается, это «старые песни, не имеющие известных композиторов», другое — музыка, которая подверглась эволюционному «процессу устной передачи, формированию и переформированию музыки сообществом, что придает ей народный характер».
Такие определения зависят от «скорее от (культурных) процессов, чем от абстрактных музыкальных типов…», от «преемственности и устной передачи… рассматриваемых как характеристика одной стороны культурной дихотомии, другая сторона которой обнаруживается не только в низших слоях феодальных, капиталистических и некоторых восточных обществ, но и в „примитивных“ обществах и в некоторых частях „народных культур“». Одно широко используемое определение звучит просто: «Фолк-музыка — это то, что поет народ.»
Для Скоулза, а также для Сесила Шарпа и Белы Бартока, существовало ощущение, что деревенская музыка отличается от городской. Фолк-музыка уже «…рассматривалась как подлинное выражение образа жизни, который уже закончился или скоро исчезнет (или в некоторых случаях будет сохранен или каким-то образом возрожден)», особенно в «сообществе, не подверженном влиянию музыки искусства» и коммерческих и издаваемых песен. Ллойд отказался от этого в пользу простого разграничения экономическими классами, однако для него настоящая фолк-музыка, по словам Чарльза Сигера, «ассоциировалась с низшим классом» в культурно и социально расслоенных обществах. В этих терминах народная музыка может рассматриваться как часть «схемы, включающей четыре музыкальных типа: „примитивный“ или „племенной“; „элитарный“ или „художественный“; „народный“; и „популярный“».
Музыку этого жанра также часто называют «традиционной музыкой». Хотя этот термин обычно носит лишь описательный характер, в некоторых случаях люди используют его как название жанра. Например, на премии «Грэмми» ранее использовались термины «традиционная музыка» и «традиционный фолк» для народной музыки, которая не является современной фолк-музыкой. Фолк-музыка может включать в себя большинство видов музыки коренных народов.

## Возрождение фолк-музыки
Возрождение народной музыки относится либо к периоду возобновления интереса к традиционной фолк-музыке, либо к событию или периоду, который преобразует её; последнее обычно включает компонент социальной активности. Выдающимся примером первого является британское народное возрождение примерно 1890—1920 годов. Наиболее ярким и влиятельным примером последнего (в той степени, в которой его обычно называют «возрождением народной музыки») является народное возрождение середины XX века в англоязычном мире, которое породило современную фолк-музыку.

## Современная фолк-музыка
Определение «современной фолк-музыки», как правило, расплывчато и изменчиво. Иногда под этим термином понимается вся музыка, называемая фолком, которая не является традиционной народной музыкой, набором жанров, которые зародились и затем развились из фолк-возрождения середины XX века. Согласно Хью Блюменфельду, для американской фолк-сцены характерно:
- В целом, она является англо-американской, охватывает акустическую и/или основанную на традициях музыку из Великобритании и США.
- В музыкальном плане она имеет в основном западноевропейское происхождение; в лингвистическом — преимущественно английское. Другие музыкальные формы и языки, справедливо или нет, обычно отделяются и группируются под «музыкой мира», даже если они считаются традиционными в соответствующих культурах.
- Немногочисленные исключения из этой модели обусловлены в основном преобладающими политическими/историческими условиями в англо-американском мире и демографическими характеристиками поклонников фолка: кельтская музыка, блюз, некоторые виды музыки Центральной и Южной Америки, музыка коренных американцев и клезмер[22].

Это распространенное использование термина «современная фолк-музыка», но не единственный случай эволюции новых форм из традиционных.
Современная кантри-музыка в конечном счете происходит от сельской американской народной традиции, но эволюционировала иначе. Музыка жанра блюграсс является профессиональным развитием американской, шотландской и английской традиционной олд-тайм музыки («старинная» американская музыка, происходящая из Европейских культур, развивавшаяся с колониальных времен до начала XX века), а в её основе лежат афро-американские блюз и джаз.